# 아름다운 여인
《아름다운 여인》(Bellissima)은 이탈리아에서 제작된 루치노 비스콘티 감독의 1951년 드라마 영화이다. 안나 마냐니 등이 주연으로 출연하였다.

## 출연

### 주연
- 안나 마냐니
- 월터 치아리

### 조연
- 티나 아피셀라
- 테클라 스카라노
- 린다 시니

## 기타
- 의상: 피에로 토시